# Леон
Леон (леон. Llión; шп. León) град је у северозападној Шпанији, главни је град истоимене покрајине Леон и аутономне заједнице Кастиља и Леон. Био је главни град Краљевине Леон.
Леон је познат по својој готској катедрали и осталим грађевинама као што је базилика Сан Исидоро где се налази пантеон краља од Леона или Каса де Ботинес, једна од грађевина Антонија Гаудија. Леон је интересантан и по својим свечаностима за време Божића.

## Историја
Леон је основан 68. п. н. е. Своје име добио је од латинске речи легио (лат. legio), јер је овде била стационирана римска легија лат. Legio VII Gemina. Већина легионара били су Ибери који су штитили насеље од становника са планина Астурије и Кантабрије. Поред тога били су одговорни за безбедност злата транспортованог из Лас Медуласа. Након пропасти Римског царства, приликом инвазије Визигота, град је освојио визиготски вођа, Леовиглид. Године 712. уследило је освајање Мавара.
После освајања краља Ордоња I од Астурије 856. године уследило је поново насељавање града. За време владавине Ордоња II, 914, Леон је био главни град краљевине Леон и један од најважнијих хришћанских градова на Иберијском полуострву. Алманзор је 987. уништио град који је обновљен за време владавине Алфонса V, 1017. разним декретима унапређена је привреда.
Леон је био важна станица на ходочашћу за Сантијаго. У предграђу су се населили трговци и занатлије који су од 13. века веома утицали на развој града. У средњем веку град је напредовао захваљујући трговини стоком. Од 16. до 19. века привреда и становништво су назадовали. За време Шпанског грађанског рата Леон је био на страни Франковог режима.

## Становништво
Према процени, у граду је 2008. живело 135.119 становника.

| 1981.   | 1989.   | 1991.   | 2001.   | 2002.   |
| ------- | ------- | ------- | ------- | ------- |
| 127.095 | 144.021 | 144.021 | 130.916 | 130.916 |

## Грађевине
Најзначајније знаменитости града су катедрала, базилика Сан Исидоро са својим сликама рађеним у романском стилу и некадашњи манастир Сан Маркос. Паласио де Лос Гусманес из 16. века је седиште провинцијске управе. У Старом граду су остали сачувани делови средњовековних градских зидина као и остаци из римског доба.

## Познати Леонци
- Аурелио
- Буенавентура Дурути
- Моше де Леон

## Партнерски градови
- Леон
- Матанзас
- Пуебла